# 阿夫迪伊夫卡戰役 (2017年)
2017年阿夫迪伊夫卡战役為頓巴斯戰爭的重要戰役之一，發生于當年1月終至2月初烏克蘭東部顿涅茨克州阿夫迪伊夫卡附近。為當時戰爭階段傷亡人数最多戰役之一。欧安组织驻乌克兰特别观察团表示該戰役是乌克兰自2014及2015年以来在東部的最激烈火拼。